# Escañuela (kommunhuvudort)
Escañuela är en kommunhuvudort i Spanien.   Den ligger i provinsen Provincia de Jaén och regionen Andalusien, i den centrala delen av landet, 280 km söder om huvudstaden Madrid. Escañuela ligger 317 meter över havet och antalet invånare är 930.
Terrängen runt Escañuela är platt västerut, men österut är den kuperad. Runt Escañuela är det ganska tätbefolkat, med 70 invånare per kvadratkilometer. Närmaste större samhälle är Andújar, 17,9 km norr om Escañuela. Trakten runt Escañuela består till största delen av jordbruksmark.